# Puerto Leguízamo
Puerto Leguízamo é um município da Colômbia, localizado no departamento de Putumayo.